# Ameenah Gurib-Fakim

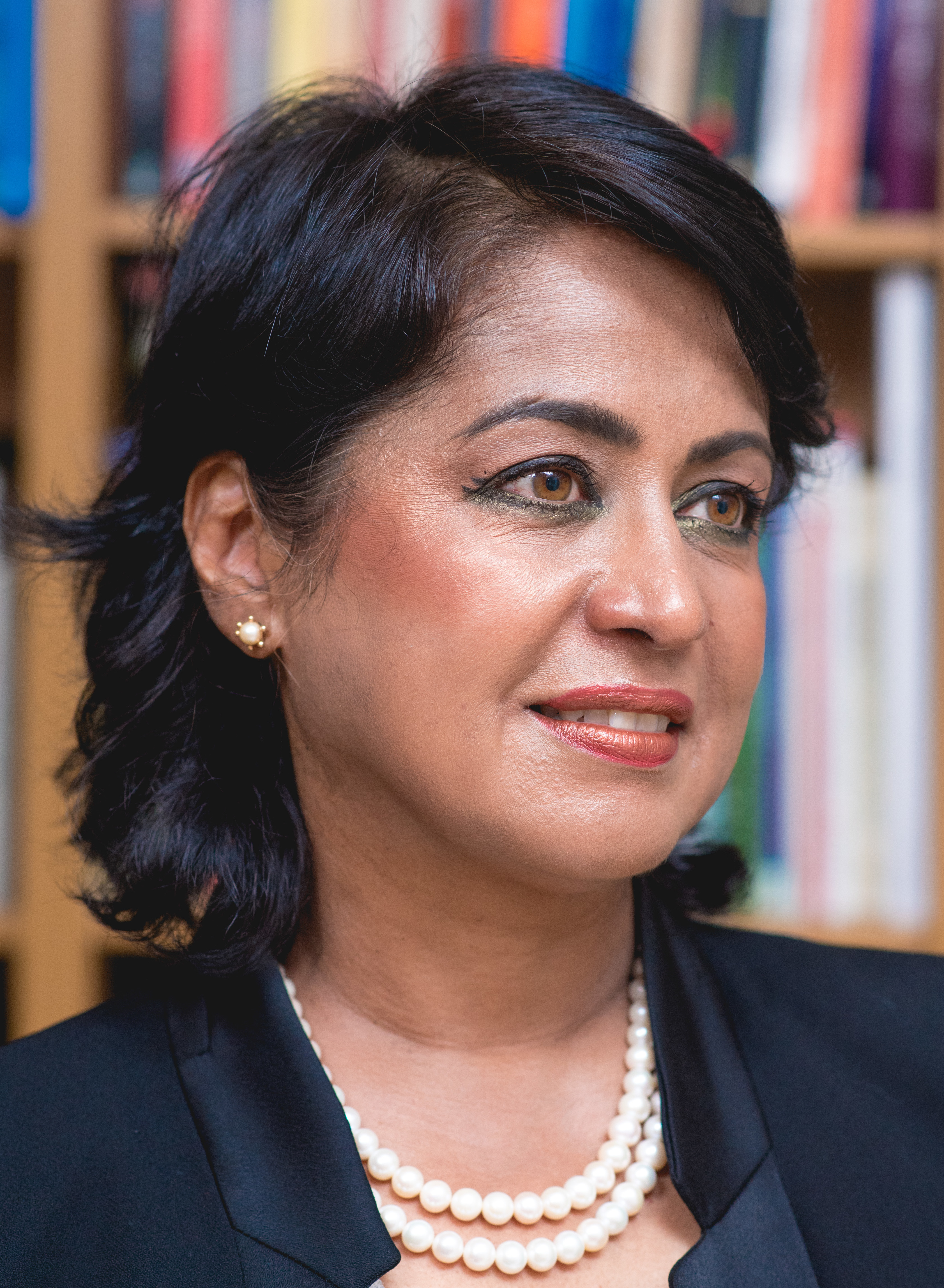
Ameenah Gurib-Fakim (2018)

Ameenah Firdaus Gurib-Fakim (* 17. Oktober 1959 in Surinam, Mauritius) ist eine mauritische Chemikerin und Politikerin. Vom 5. Juni 2015 bis 23. März 2018 war sie Präsidentin von Mauritius. Sie war das erste weibliche Staatsoberhaupt des Inselstaats.

## Leben
Gurib-Fakim studierte Chemie an der University of Surrey und an der University of Exeter. Sie ist als Hochschullehrerin für Chemie auf Mauritius tätig und lehrt an der University of Mauritius. Am 5. Juni 2015 wurde Gurib-Fakim zur Präsidentin von Mauritius vereidigt. Sie gehört der Minderheit der Muslime an.
Gurib-Fakim musste im März 2018 nach einem Korruptionsskandal zurücktreten, um ihrer Absetzung zuvorzukommen. Sie nutzte privat in erheblichem Umfang eine Kreditkarte des von dem umstrittenen Geschäftsmann Álvaro Sobrinho dominierten gemeinnützigen Planet Earth Institutes (PEI). Es wurde Bestechung vermutet, da Sobrinho in Mauritius nach Anlagemöglichkeiten suchte.
Sie ist mit Anwar Fakim verheiratet und hat zwei Kinder.

## Preise und Auszeichnungen (Auswahl)
- 2009: Ordre des Palmes Académiques
- 2018: Sankt Georgs Orden des Dresdner Semperopernballes